# Diversitat sexual a l'illa de Pasqua

Bandera de l'illa de Pasqua.

La diversitat sexual i de gènere a l'illa de Pasqua s'ha expressat obertament des d'almenys el segle xx. Atès que és un territori de règim especial de la República de Xile, s'hi aplica la mateixa legislació que al continent. En concret, l'homosexualitat hi va ser despenalitzada el 1999, les unions civils hi són legals des del 2015, el matrimoni homosexual hi és reconegut des del 2022 i hi va entrar en vigor la Llei d'identitat de gènere el 2019.

## Història

### Segle XX
El 1940, es va publicar el text Ethnology of Easter Island (lit. ‘Etnologia de l'illa de Pasqua’) de l'antropòleg suís Alfred Métraux, que va assenyalar que en el poble rapanui s'acceptaven les relacions sexuals lèsbiques i s'esmentava que algunes de les observades eren entre dones de mitjana edat —que suposadament ja no eren atractives per als hòmens— i dones més jóvens.
El 1973, l'estudiós xilè Ramón Campbell va publicar el llibre El misterioso mundo de Rapanui (lit. ‘El misteriós món de Rapa Nui’), en el qual va descriure, d'una banda, l'homosexualitat masculina en la cultura rapanui, que denominava el sexe anal ai-kauha; i, d'altra banda, va notar la presència dels mahu, hòmens jóvens que feien tasques assignades generalment a les dones, a qui els altres rapanui també es referien com a hiku («efeminat»).

### Segle XXI
El 2005, la Secretaria Regional Ministerial de Salut de Valparaíso va dur a terme la primera campanya de prevenció del VIH/sida a l'illa, amb alguns elements en idioma rapanui. L'estiu del 2006, un grup d'activistes de l'organització LGBT Sidacción (avui Acción Gay) va fer-hi una campanya informativa que va consistir en repartir condons i presentar-hi el Condonito, un personatge amb forma de preservatiu; posteriorment, els activistes van manifestar que l'illa de Pasqua va ser l'únic lloc on ningú va objectar la presència d'aquest personatge.
El 28 de juny del 2020, es va commemorar a l'Illa el Dia Internacional de l'Orgull LGBT per primera vegada en la història. Aquell dia, es va realitzar un acte institucional als jardins de la Municipalidad (l'ajuntament) i es va hissar la bandera LGBT davant prop d'un centenar d'assistents. La governadora provincial, Laura Tarita Rapu Alarcón, va fer-hi un parlament exposant la diversitat sexual de la Polinèsia i l'existència d'un tercer gènere en algunes cultures pròximes a la del poble rapanui.
Miguel Chacón, un espanyol resident a l'illa de Pasqua, va afirmar el següent en una entrevista del 2022 a la revista Shangay: «La comunitat LGTBI aquí és enorme. Hi ha molts gais, lesbianes, trans, queer... Jo em pensava que potser hi hauria alguna mena de discriminació per això, però no pas, la comunitat està molt integrada a la societat, i això és meravellós». De fet, l'illa de Pasqua és una de les destinacions xilenes preferides pels turistes LGBT, juntament amb el Massís del Paine, les rutes de vins xilens, San Pedro de Atacama i Valparaíso.
D'entre les persones trans d'origen rapanui destaca Aru Pate Hotus, hereva de la tradició oral i musical de l'illa; la seva història va ser reproduïda en el documental Riu, lo que cuentan los cantos (2018) de Pablo Berthelon. A més, també va protagonitzar el primer Acord d'Unió Civil signat a l'illa en formalitzar el seu vincle amb el maputxe Petero Avaka Tukuone. La parella va assegurar no haver patit discriminació a Rapa Nui. D'altra banda, Isis Teao, una activista trans i treballadora social de la Municipalitat de l'illa de Pasqua, va ser la primera persona rapanui a sol·licitar el canvi de sexe registral en els documents d'identitat el gener de 2020, després de la promulgació de la Llei d'identitat de gènere xilena.
La primera organització pels drets LGBT de l'illa de Pasqua és Más Rapa Nui LGBT (lit. ‘Més Rapa Nui LGBT’), fundada el 2020 per Isis Teao després de la primera celebració de l'Orgull LGBT allà. Un dels seus objectius és el «rescat dels gèneres i sexualitats preexistents al colonialisme en totes les illes a la Polinèsia» i ha col·laborat amb altres entitats de defensa dels drets LGBT, com ara el Moviment d'Integració i Alliberament Homosexual (Movilh) i OTD Chile, per a donar a conèixer el treball per la diversitat sexual que es fa a l'illa.